# فرانکا دومینیچی
فرانکا دومینیچی (ایتالیایی: Franca Dominici؛ ۲۵ ژوئن ۱۹۰۷ – ۱۴ اکتبر ۱۹۹۹) بازیگر اهل ایتالیا بود.
از فیلم‌هایی که وی در آن نقش داشته‌است، می‌توان به بوکاچیو، ده فرمان، کلافه و ملول از محبت خانواده و مزاحم اشاره کرد.